# Cecco del Caravaggio

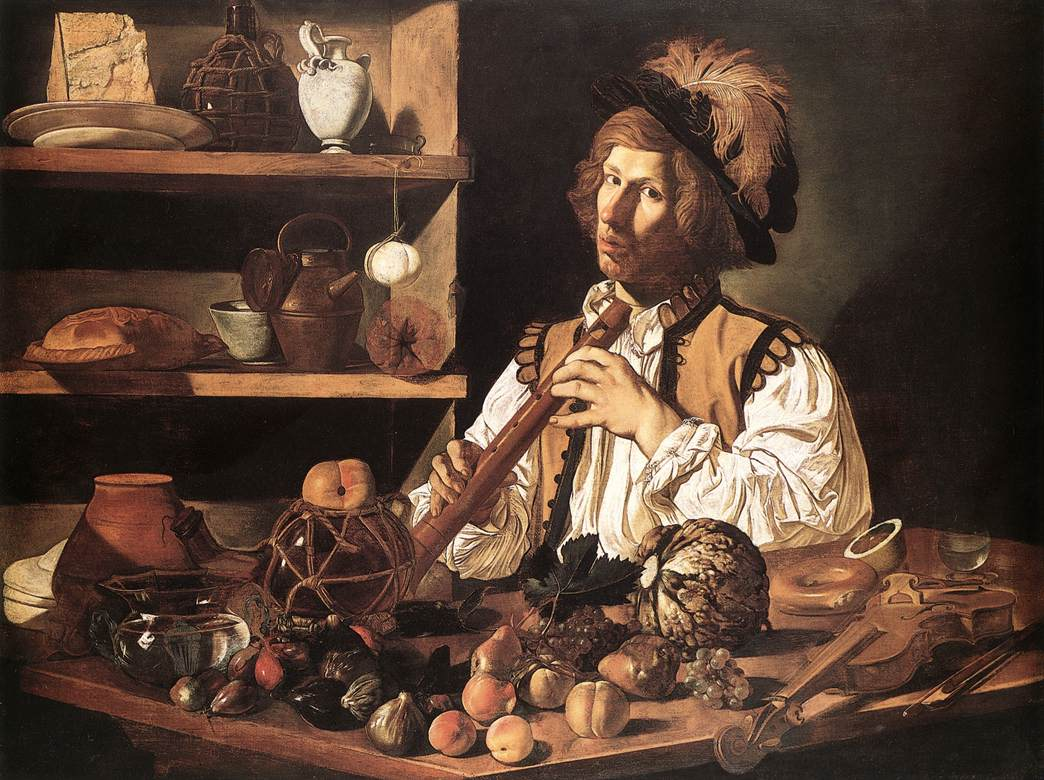
Suonatore di flauto, circa 1615-1620, olio su tela, 103 x 138 cm, Oxford, Ashmolean Museum.

Francesco Boneri, meglio conosciuto con il soprannome di Cecco del Caravaggio (1586 circa – post 1620), è stato un pittore italiano di origini lombarde.

## Biografia
Il suo soprannome deriva dal fatto che fu allievo, modello e, secondo molti, anche amante del Merisi.
Conobbe molto probabilmente il suo maestro a Roma, diventando per lui una sorta di factotum dopo che il pittore ebbe lasciato la residenza del cardinale Francesco Maria Del Monte. Peter Robb, nel suo "M. L'enigma Caravaggio", edito in Italia da Mondadori, suggerisce che sia stato il modello per il Davide e Golia, e soprattutto per il celebre Amor Vincit Omnia del museo di Berlino sulla scorta di Giovanni Pietro Bellori, che riporta il nome Cecco per il modello del dipinto. 
Dal suo maestro apprese, oltre che le tecniche pittoriche, anche l'uso delle armi, come molti  episodi confermerebbero (denunce e ferimenti vari): era anch'egli un grande frequentatore di taverne, e aveva il "pugnale facile".
Fu un pittore di buon livello. Nessuna delle sue opere però è firmata e rimane quindi difficile una valutazione complessiva. I quadri che gli sono attribuiti, come la Cacciata dei mercanti dal tempio (1610-1615 circa), conservata nella Gemäldegalerie di Berlino, mostrano uno stile assai facilmente riconoscibile che, pur rimanendo molto legato ai modi del maestro, rappresenta una delle voci più originali nell'ambito del caravaggismo europeo.